# Dżubb Intasz Tahtani
Dżubb Intasz Tahtani – wieś w Syrii, w muhafazie Aleppo, w dystrykcie As-Safira. W 2004 roku liczyła 77 mieszkańców.